# Curetinae
Curetinae zijn een onderfamilie van vlinders uit de familie Lycaenidae. De wetenschappelijke naam van de onderfamilie werd voor het eerst geldig gepubliceerd in 1884 door William Lucas Distant.

## Geslachten
Het volgende geslacht is bij de onderfamilie ingedeeld:
- Curetis Hübner, 1819